# Морфинг
Морфинг (англиц. от morphing «трансформация») — технология в компьютерной анимации, визуальный эффект, создающий впечатление плавной трансформации одного объекта в другой. Используется в кинематографе, и на телевидении, главным образом в рекламе. Реализуется трёх- и двухмерной (как растровой, так и векторной) графикой.

## Технология

Морфинг в 3D

Для создания эффекта используются как минимум два изображения, на которых художник задаёт в зависимости от используемого программного обеспечения опорные/ключевые фигуры или точки (т. н. маркеры, или метки), которые помогают компьютеру создать изображения промежуточных состояний, интерполируя имеющиеся данные.

## Морфинг видео в видео
Технология морфинга видео (т. н. «морфинг видео в видео») в целом мало отличается от морфинга статичных изображений за тем исключением, что художнику приходится корректировать расположение маркеров по времени.

## Морфинг как способ анимации
Морфинг также часто используется для создания анимации, когда не стоит задача добиться эффекта превращения одного объекта в другой, а требуется лишь выстроить промежуточные состояния между двумя (и более) ключевыми положениями анимируемого объекта.
Режиссёр Джеймс Кэмерон впервые в истории кино использовал компьютерный спецэффект под названием «morphing», который на короткое время появился в его картине «Бездна», но получил широкое применение в фильме «Терминатор-2», где терминатор Т-1000 в исполнении Роберта Патрика многократно плавно преображается, принимая облик различных людей.
Майкл Джексон в 1991м году прибег к морфингу в клипе сингла "Black or White".

## Программы для создания морфинга
- BitMorph
- Easy Morph
- Elastic Reality
- FaceMorpher
- FantaMorph
- Fun Morph
- Magic Morph
- MorphMan
- Morpher
- Morphin
- Morpheus
- MorphBuster
- Morpheus Photo:
  - Morpheus Photo Morpher
  - Morpheus Photo Warper
  - Morpheus Photo Mixer
  - Morpheus Photo Animation Suite
- Sqirlz Morph
- WinMorph
- ZBrush
- 3Ds Max
- Maya
- Blender 3D